# Cisco IOS
IOS (ang. Internetwork Operating System) – system operacyjny opracowany przez firmę Cisco. System ten pracuje na większości urządzeń produkowanych przez Cisco takich jak routery, przełączniki itp.
W systemie IOS interakcja z użytkownikiem realizowana jest poprzez interfejs wiersza poleceń (CLI, ang. command line interface). Obsługa więc jest bardzo podobna do stosowanej w systemie operacyjnym DOS czy wierszu poleceń systemu Microsoft Windows.
Przykład polecenia w IOS:
- show running-config – pokazuje bieżącą konfiguracje.

IOS oferuje dwa poziomy dostępu do poleceń:
- Tryb użytkownika (ang. User Exec Mode) – brak możliwości konfiguracji urządzenia: Router>
- Tryb uprzywilejowany (ang. Privileged Exec Mode) – możliwość konfiguracji urządzenia: Router#

Z trybu uprzywilejowanego mamy dostęp do trybu ogólnej konfiguracji i w dalszej kolejności do trybu szczegółowej konfiguracji.
IOS oferuje opcję uzupełniania niekompletnego polecenia, np. sh zostanie uzupełnione (przez wciśnięcie klawisza Tab) do show. Większość poleceń nie musi być kończona, np. polecenie sh run zostanie zinterpretowane jako show running-config.
Inną ciekawą cechą systemu IOS jest możliwość skorzystania z podpowiedzi za pomocą znaku zapytania. Dotyczy to zarówno podpowiedzi całych poleceń (np. Router# ? wypisze wszystkie polecenia dostępne z trybu uprzywilejowanego), jak i niedokończonego ciągu znaków (np. Router# s? wypisze wszystkie polecenia zaczynające się na literę „s”).
Wcześniejsze wersje IOS-ów składały się z jednego pliku o rozszerzeniu bin, obecne systemy mają dodatkowo wiele innych plików oraz całych katalogów. Umożliwia to obsługę niektórych funkcji systemu poprzez przeglądarkę internetową. Taki komplet plików jest zapisywany zazwyczaj jako plik archiwum z rozszerzeniem tar. Skopiowanie i rozpakowanie systemu IOS z pliku tar można wykonać jednym poleceniem
- archive tar /xtract tftp://adres_IP_serwera_TFTP/nazwa_pliku.tar flash:

Istnieje możliwość zapisania dwóch lub więcej systemów IOS na jednym urządzeniu, np. przełączniku. Tylko jeden z nich przy starcie wybierany jest jako aktywny. Decyduje o tym konfiguracja, w której zapisane jest polecenie
- boot system flash:/nazwa_pliku_ios.bin.